# Teucholabis neoleridensis
Teucholabis neoleridensis är en tvåvingeart som beskrevs av Alexander 1940. Teucholabis neoleridensis ingår i släktet Teucholabis och familjen småharkrankar.
Artens utbredningsområde är Ecuador. Inga underarter finns listade i Catalogue of Life.